# 燃ゆる女の肖像
『燃ゆる女の肖像』（もゆるおんなのしょうぞう、Portrait de la jeune fille en feu）は、2019年のフランスの恋愛映画。監督はセリーヌ・シアマ。主演はノエミ・メルランとアデル・エネル。18世紀のフランスの孤島を舞台に、自らの望まない結婚を目前に控えた貴族の娘と、彼女の肖像画を描くことになった女性画家、2人の女性が宿命の恋に落ちるさまを描き、第72回カンヌ国際映画祭で脚本賞とクィア・パルムの2冠に輝いたほか、世界中の数多くの映画賞を受賞し、LGBT映画の新たな聖典として高い評価を得ている。

## ストーリー
18世紀後半のフランス、女性画家のマリアンヌは女性たちにデッサンを教えていた。アトリエの奥から生徒が持ち出してきた自分の古い油彩画を、マリアンヌは『燃ゆる女の肖像 (Portrait de la jeune fille en feu)』と呼び、その絵にまつわる想い出を回想する。
1770年、マリアンヌはある伯爵令嬢の肖像画を依頼されてブルターニュの外れにある孤島の屋敷を訪れた。その令嬢エロイーズは、自殺した姉の代わりにミラノの貴族に嫁ぐため、それまで暮らしていた修道院から戻ってきたのだという。肖像画は結婚相手に贈るためのものだが、結婚を望まないエロイーズは以前来ていた男性画家には顔を描かせなかったため、マリアンヌは、画家であることを隠し、散歩相手として身近に接することで肖像画を描き上げるよう、エロイーズの母である伯爵夫人に依頼される。依頼通りに散歩に付き添い始めたマリアンヌは、かたくなな態度を取りながらも自由を求める心を秘めたエロイーズに次第に惹かれていく。
肖像画を完成させたマリアンヌは、罪悪感に耐えかねて自分が島にやってきた本当の理由をエロイーズに明かす。完成した絵を見たエロイーズは、自分の本質を捉えていないとその絵を否定し、マリアンヌは感情的に絵をつぶしてしまう。描き直そうとするマリアンヌに、エロイーズは正式にモデルとしてポーズを取ることを承諾する。完成までの5日間の期限のあいだ、伯爵夫人が不在の屋敷でマリアンヌとエロイーズの心は近づき始め、女中のソフィも加わって、オルフェウスが冥府から妻エウリュディケーを連れ戻す途中で振り返った理由について意見を交わしたり、トランプに興じたり、妊娠していたソフィの堕胎にマリアンヌとエロイーズが付き添ったりと、立場や身分を超えた3人の親密な時間が流れていく。その一方、マリアンヌは純白のローブ姿でたたずむエロイーズの幻影を見るようになる。
ある夜、夜祭で、島の女性たちの歌に心を奪われたエロイーズのドレスの裾に、情熱の高まりを具現化したかのように焚き火の炎が燃え移る。翌日、マリアンヌとエロイーズは海辺の洞窟で初めてのキスを交わし、一夜を共にする。期限を前にして強く結ばれていく2人だったが、肖像画の完成は、マリアンヌが島を去ること、そしてエロイーズの結婚を意味していた。島を出る前日、マリアンヌはエロイーズの姿を小さなスケッチに描きとどめ、エロイーズに乞われて彼女の愛読書の28ページ目に自画像を描く。翌朝、思いを振り切るように屋敷を出て行こうとするマリアンヌの背中に、エロイーズが「振り返って」と声をかける。そこにはマリアンヌが見ていた幻影そのままの白いローブ姿のエロイーズが立っていた。
舞台は冒頭の時代に戻り、マリアンヌは、島での別れの後、2度だけエロイーズと再会したことを回想する。最初の再会は美術展、母として子供を傍らにした肖像画のエロイーズの視線がマリアンヌを捉える。絵の中のエロイーズは、マリアンヌが自画像を描いた本の28ページ目に指を挟んでいた。2度目であり最後となった再会はコンサートホール、マリアンヌの向かいのバルコニー席に偶然エロイーズが座る。エロイーズはマリアンヌには目を向けず、オーケストラが壮麗に演奏するヴィヴァルディの『四季』の『夏』を、平静ではいられない様子で聴き入る。それは、かつてあの屋敷のチェンバロでマリアンヌがエロイーズに弾いてきかせた曲だった。慟哭して涙を流すエロイーズの横顔を、マリアンヌはただ見つめるのだった。

## キャスト
- マリアンヌ: ノエミ・メルラン（フランス語版）
- エロイーズ: アデル・エネル
- ソフィ: ルアナ・バイラミ（フランス語版）
- 伯爵夫人: ヴァレリア・ゴリノ - エロイーズの母親。

## 製作
2018年6月、セリーヌ・シアマの新作に、アデル・エネルが『水の中のつぼみ』以来11年ぶりに出演することが報じられた。9月、ノエミ・メルランとルアナ・バイラミがキャストに加わったことが分かった。10月、ヴァレリア・ゴリノがキャストに加わったことが分かった。

### 撮影
主要な撮影は、2018年10月からブルターニュのサン＝ピエール＝キブロンとセーヌ＝エ＝マルヌ県のラ・シャペル・ゴーティエにある城などで38日間かけて行われた。
映画に登場する絵画やスケッチは、アーティストのエレーヌ・デルメールが描いている。デルメールは撮影期間中、映画のシーンに基づいて毎日16時間制作し、劇中にはデルメールの手も登場している。フランスでの劇場公開の際には、パリのGalerie Josephで、2019年9月20日から22日まで、作品に登場したデルメールの絵画が展示された。

## 公開
2018年8月22日、MK2が本作の国際配給権の販売を開始し、ピラマイド・フィルムズがフランスでの配給権を取得した。2019年2月10日、カーゾン・アーティフィシャル・アイがイギリス、カルマ・フィルムズがスペイン、シネアートがベネルクス、フォルケッツ・バイオがスウェーデンでの配給権をそれぞれ取得した。5月22日、NEONとHuluが北米での配給権を取得した。
本作は2019年5月19日の第72回カンヌ国際映画祭で世界初上映され、8月30日の第46回テルライド映画祭、9月5日の第44回トロント国際映画祭でも上映された。また、フランスでは2019年9月18日に公開され、アメリカでは12月6日に限定公開の後、2020年2月14日に拡大公開、イギリスでは2月28日に公開された。

## 評価
本作は批評家から絶賛されている。Rotten Tomatoesでは301個の批評家レビューのうち98%が支持評価を下し、平均評価は10点中9点となった。サイトの批評家の見解は「『燃ゆる女の肖像』は、力強いロマンスの中で、感情を揺さぶられ、思考を促されるドラマを見られる、非常に豊かな時代劇である。」となっている。MetacriticのMetascoreは48個の批評家レビューに基づき、加重平均値は100点中95点となった。サイトは本作の評価を「世界的な絶賛」と示している。また、Metacriticは本作を「必見 (Must See)」作品と位置付けており、サイトの2019年評価点ランキングで2位を獲得した。
『ニューヨーク・タイムズ』のA・O・スコットは、「繊細かつ息を呑むようなラブストーリーである同時に、女性の境遇の現実的な評価にもなっており、感傷的にならない。」と評し、マリアンヌとエロイーズの関係の展開を「禁じられた欲望の物語というよりは、欲望への考察である。」、「視線が持つ、危険で抗いがたい力の物語」と表現している。『オブザーバー』/『ガーディアン』のマーク・カーモードは、映画に5つ星を与え、「力と愛情についての知的でエロティックな考察であり、観察されていたものが観察者になり、執筆されていたものが筆者になり、"あなたが私を見ている時、私は誰を見ているのか？"という中心的な問いかけに繰り返し立ち返る。」と評し、望まぬ妊娠を描いたサブプロットについては、「対峙しながらも、タブーとされる事象を描くことで、目を背けさせることを拒み、女性たちのグループの中に強さを見出している。」と表現した。『バラエティ』のピーター・デブリュージュは、監督・脚本のシアマについて、「この壮麗でじわじわとこみ上げてくるレズビアン・ロマンスは、表面的なレベルでも十分に機能しているが、女性の目を通してみてみるとその世界が違って見えるという事実も無視できない。」と述べ、本作を「綿密に脚本化されている」とし、「より深い感情を捉えるために、表面的な部分を超えたものを見据えている。」と評した。

## 受賞とノミネート
本作は、『レ・ミゼラブル』、『約束の宇宙』と並んで、フランス文化省が選定する第92回アカデミー賞国際長編映画賞へのフランス代表作品の最終選考の1つに選ばれた。最終的に、『レ・ミゼラブル』が出品された。
| 賞                                     | 日付           | 部門                                   | 対象                                                             | 結果       | 出典                        |
| -------------------------------------- | -------------- | -------------------------------------- | ---------------------------------------------------------------- | ---------- | --------------------------- |
| カンヌ国際映画祭                       | 2019年5月25日  | パルム・ドール                         | セリーヌ・シアマ                                                 | ノミネート | [ 1 ] [ 32 ]                |
| カンヌ国際映画祭                       | 2019年5月25日  | 脚本賞                                 | セリーヌ・シアマ                                                 | 受賞       | [ 1 ] [ 32 ]                |
| カンヌ国際映画祭                       | 2019年5月25日  | クィア・パルム                         | セリーヌ・シアマ                                                 | 受賞       | [ 33 ]                      |
| シカゴ国際映画祭                       | 2019年10月25日 | 金のヒューゴ賞                         | 『燃ゆる女の肖像』                                               | 受賞       | [ 34 ]                      |
| シカゴ国際映画祭                       | 2019年10月25日 | 金のQヒューゴ賞                        | 『燃ゆる女の肖像』                                               | ノミネート | [ 34 ]                      |
| シカゴ国際映画祭                       | 2019年10月25日 | 銀のQヒューゴ賞                        | 『燃ゆる女の肖像』                                               | 受賞       | [ 34 ]                      |
| 英国インディペンデント映画賞           | 2019年12月1日  | 国際インディペンデント映画賞           | セリーヌ・シアマ、ヴェロニク・カイラ、ベネディクト・クーヴルー   | ノミネート | [ 35 ] [ 36 ]               |
| ヨーロッパ映画賞                       | 2019年12月7日  | 監督賞                                 | セリーヌ・シアマ                                                 | ノミネート | [ 37 ] [ 38 ] [ 39 ] [ 40 ] |
| ヨーロッパ映画賞                       | 2019年12月7日  | 女優賞                                 | ノエミ・メルラン                                                 | ノミネート | [ 37 ] [ 38 ] [ 39 ] [ 40 ] |
| ヨーロッパ映画賞                       | 2019年12月7日  | 女優賞                                 | アデル・エネル                                                   | ノミネート | [ 37 ] [ 38 ] [ 39 ] [ 40 ] |
| ヨーロッパ映画賞                       | 2019年12月7日  | 脚本賞                                 | セリーヌ・シアマ                                                 | 受賞       | [ 37 ] [ 38 ] [ 39 ] [ 40 ] |
| ヨーロッパ映画賞                       | 2019年12月7日  | ヨーロッパ・フィルム・アカデミー大学賞 | 『燃ゆる女の肖像』                                               | 受賞       | [ 37 ] [ 38 ] [ 39 ] [ 40 ] |
| ニューヨーク映画批評家オンライン賞     | 2019年12月7日  | 外国語映画賞                           | 『燃ゆる女の肖像』                                               | 受賞       | [ 41 ]                      |
| ロサンゼルス映画批評家協会賞           | 2019年12月8日  | 撮影賞                                 | クレール・マトン                                                 | 受賞       | [ 42 ]                      |
| トロント映画批評家協会賞               | 2019年12月8日  | 外国語映画賞                           | 『燃ゆる女の肖像』                                               | 次点       | [ 43 ]                      |
| ワシントンD.C.映画批評家協会賞         | 2019年12月8日  | 外国語映画賞                           | 『燃ゆる女の肖像』                                               | ノミネート | [ 44 ]                      |
| 女性映画批評家協会賞                   | 2019年12月9日  | 女性による映画賞                       | セリーヌ・シアマ                                                 | 次点       | [ 45 ]                      |
| 女性映画批評家協会賞                   | 2019年12月9日  | 女性脚本賞                             | セリーヌ・シアマ                                                 | 次点       | [ 45 ]                      |
| 女性映画批評家協会賞                   | 2019年12月9日  | 女性についての映画賞                   | 『燃ゆる女の肖像』                                               | 受賞       | [ 45 ]                      |
| 女性映画批評家協会賞                   | 2019年12月9日  | 外国語女性映画賞                       | 『燃ゆる女の肖像』                                               | 受賞       | [ 45 ]                      |
| 女性映画批評家協会賞                   | 2019年12月9日  | カレン・モーリー賞                     | 『燃ゆる女の肖像』                                               | ノミネート | [ 45 ]                      |
| 女性映画批評家協会賞                   | 2019年12月9日  | スクリーンカップル賞                   | ノエミ・メルラン、アデル・エネル                                 | 受賞       | [ 45 ]                      |
| シカゴ映画批評家協会賞                 | 2019年12月14日 | 撮影賞                                 | クレール・マトン                                                 | ノミネート | [ 46 ] [ 47 ]               |
| シカゴ映画批評家協会賞                 | 2019年12月14日 | 衣装デザイン賞                         | 『燃ゆる女の肖像』                                               | ノミネート | [ 46 ] [ 47 ]               |
| シカゴ映画批評家協会賞                 | 2019年12月14日 | 外国語映画賞                           | 『燃ゆる女の肖像』                                               | ノミネート | [ 46 ] [ 47 ]               |
| ダラス・フォートワース映画批評家協会賞 | 2019年12月14日 | 外国語映画賞                           | 『燃ゆる女の肖像』                                               | 5位        | [ 48 ]                      |
| ボストン映画批評家協会賞               | 2019年12月15日 | 作品賞                                 | 『燃ゆる女の肖像』                                               | 次点       | [ 49 ] [ 50 ]               |
| ボストン映画批評家協会賞               | 2019年12月15日 | 外国語映画賞                           | 『燃ゆる女の肖像』                                               | 次点       | [ 49 ] [ 50 ]               |
| ボストン映画批評家協会賞               | 2019年12月15日 | 撮影賞                                 | クレール・マトン                                                 | 受賞       | [ 49 ] [ 50 ]               |
| セントルイス映画批評家協会賞           | 2019年12月15日 | 外国語映画賞                           | 『燃ゆる女の肖像』                                               | ノミネート | [ 51 ]                      |
| インディワイア批評家投票               | 2019年12月16日 | 作品賞                                 | 『燃ゆる女の肖像』                                               | 5位        | [ 52 ]                      |
| インディワイア批評家投票               | 2019年12月16日 | 監督賞                                 | セリーヌ・シアマ                                                 | 4位        | [ 52 ]                      |
| インディワイア批評家投票               | 2019年12月16日 | 脚本賞                                 | 『燃ゆる女の肖像』                                               | 10位       | [ 52 ]                      |
| インディワイア批評家投票               | 2019年12月16日 | 主演女優賞                             | ノエミ・メルラン                                                 | 13位       | [ 52 ]                      |
| インディワイア批評家投票               | 2019年12月16日 | 主演女優賞                             | アデル・エネル                                                   | 10位       | [ 52 ]                      |
| インディワイア批評家投票               | 2019年12月16日 | 助演女優賞                             | アデル・エネル                                                   | 13位       | [ 52 ]                      |
| インディワイア批評家投票               | 2019年12月16日 | 撮影賞                                 | 『燃ゆる女の肖像』                                               | 3位        | [ 52 ]                      |
| インディワイア批評家投票               | 2019年12月16日 | 外国語映画賞                           | 『燃ゆる女の肖像』                                               | 3位        | [ 52 ]                      |
| サンフランシスコ映画批評家協会賞       | 2019年12月16日 | 外国語映画賞                           | 『燃ゆる女の肖像』                                               | ノミネート | [ 53 ]                      |
| シアトル映画批評家協会賞               | 2019年12月16日 | 外国語映画賞                           | 『燃ゆる女の肖像』                                               | ノミネート | [ 54 ]                      |
| シアトル映画批評家協会賞               | 2019年12月16日 | 撮影賞                                 | クレール・マトン                                                 | ノミネート | [ 54 ]                      |
| フロリダ映画批評家協会賞               | 2019年12月23日 | 作品賞                                 | 『燃ゆる女の肖像』                                               | 受賞       | [ 55 ] [ 56 ]               |
| フロリダ映画批評家協会賞               | 2019年12月23日 | 監督賞                                 | セリーヌ・シアマ                                                 | 受賞       | [ 55 ] [ 56 ]               |
| フロリダ映画批評家協会賞               | 2019年12月23日 | 脚本賞                                 | セリーヌ・シアマ                                                 | ノミネート | [ 55 ] [ 56 ]               |
| フロリダ映画批評家協会賞               | 2019年12月23日 | 撮影賞                                 | クレール・マトン                                                 | 次点       | [ 55 ] [ 56 ]               |
| フロリダ映画批評家協会賞               | 2019年12月23日 | 外国語映画賞                           | 『燃ゆる女の肖像』                                               | 受賞       | [ 55 ] [ 56 ]               |
| 全米映画批評家協会賞                   | 2020年1月4日   | 撮影賞                                 | クレール・マトン                                                 | 受賞       | [ 57 ]                      |
| ゴールデングローブ賞                   | 2020年1月5日   | 外国語映画賞                           | 『燃ゆる女の肖像』                                               | ノミネート | [ 58 ]                      |
| オースティン映画批評家協会賞           | 2020年1月6日   | 助演女優賞                             | アデル・エネル                                                   | ノミネート | [ 59 ] [ 60 ]               |
| オースティン映画批評家協会賞           | 2020年1月6日   | 外国語映画賞                           | 『燃ゆる女の肖像』                                               | ノミネート | [ 59 ] [ 60 ]               |
| オンライン映画批評家協会賞             | 2020年1月6日   | 作品賞                                 | 『燃ゆる女の肖像』                                               | 6位        | [ 61 ] [ 62 ]               |
| オンライン映画批評家協会賞             | 2020年1月6日   | 監督賞                                 | セリーヌ・シアマ                                                 | ノミネート | [ 61 ] [ 62 ]               |
| オンライン映画批評家協会賞             | 2020年1月6日   | 撮影賞                                 | クレール・マトン                                                 | ノミネート | [ 61 ] [ 62 ]               |
| オンライン映画批評家協会賞             | 2020年1月6日   | 非英語作品賞                           | 『燃ゆる女の肖像』                                               | ノミネート | [ 61 ] [ 62 ]               |
| ニューヨーク映画批評家協会賞           | 2020年1月7日   | 撮影賞                                 | クレール・マトン                                                 | 受賞       | [ 63 ]                      |
| ナショナル・ボード・オブ・レビュー賞   | 2020年1月8日   | 外国語映画トップ5                      | 『燃ゆる女の肖像』                                               | 受賞       | [ 64 ]                      |
| ドリアン賞                             | 2020年1月8日   | 今年の映画                             | 『燃ゆる女の肖像』                                               | ノミネート | [ 65 ] [ 66 ]               |
| ドリアン賞                             | 2020年1月8日   | 今年の監督                             | セリーヌ・シアマ                                                 | ノミネート | [ 65 ] [ 66 ]               |
| ドリアン賞                             | 2020年1月8日   | 今年のLGBT映画                         | 『燃ゆる女の肖像』                                               | 受賞       | [ 65 ] [ 66 ]               |
| ドリアン賞                             | 2020年1月8日   | 今年の外国語映画                       | 『燃ゆる女の肖像』                                               | ノミネート | [ 65 ] [ 66 ]               |
| ドリアン賞                             | 2020年1月8日   | 今年の脚本                             | セリーヌ・シアマ                                                 | ノミネート | [ 65 ] [ 66 ]               |
| ドリアン賞                             | 2020年1月8日   | Visually Striking Film of the Year     | 『燃ゆる女の肖像』                                               | ノミネート | [ 65 ] [ 66 ]               |
| ジョージア映画批評家協会賞             | 2020年1月10日  | 撮影賞                                 | クレール・マトン                                                 | ノミネート | [ 67 ] [ 68 ]               |
| ジョージア映画批評家協会賞             | 2020年1月10日  | 外国語映画賞                           | 『燃ゆる女の肖像』                                               | ノミネート | [ 67 ] [ 68 ]               |
| クリティクス・チョイス・アワード       | 2020年1月12日  | 外国語映画賞                           | 『燃ゆる女の肖像』                                               | ノミネート | [ 69 ] [ 70 ]               |
| リュミエール賞                         | 2020年1月27日  | 作品賞                                 | 『燃ゆる女の肖像』                                               | ノミネート | [ 71 ] [ 72 ]               |
| リュミエール賞                         | 2020年1月27日  | 監督賞                                 | セリーヌ・シアマ                                                 | ノミネート | [ 71 ] [ 72 ]               |
| リュミエール賞                         | 2020年1月27日  | 女優賞                                 | ノエミ・メルラン                                                 | 受賞       | [ 71 ] [ 72 ]               |
| リュミエール賞                         | 2020年1月27日  | 撮影賞                                 | クレール・マトン                                                 | 受賞       | [ 71 ] [ 72 ]               |
| ロンドン映画批評家協会賞               | 2020年1月30日  | 今年の映画                             | 『燃ゆる女の肖像』                                               | ノミネート | [ 73 ] [ 74 ]               |
| ロンドン映画批評家協会賞               | 2020年1月30日  | 今年の外国語映画                       | 『燃ゆる女の肖像』                                               | 受賞       | [ 73 ] [ 74 ]               |
| 英国アカデミー賞                       | 2020年2月2日   | 非英語作品賞                           | 『燃ゆる女の肖像』                                               | ノミネート | [ 75 ] [ 76 ]               |
| サテライト賞                           | 2020年2月7日   | 外国語映画賞                           | 『燃ゆる女の肖像』                                               | ノミネート | [ 77 ]                      |
| インディペンデント・スピリット賞       | 2020年2月8日   | 外国映画賞                             | セリーヌ・シアマ                                                 | ノミネート | [ 78 ] [ 79 ]               |
| セザール賞                             | 2020年2月28日  | 作品賞                                 | ベネディクト・クーヴルー、セリーヌ・シアマ                       | ノミネート | [ 80 ] [ 81 ]               |
| セザール賞                             | 2020年2月28日  | 監督賞                                 | セリーヌ・シアマ                                                 | ノミネート | [ 80 ] [ 81 ]               |
| セザール賞                             | 2020年2月28日  | 主演女優賞                             | アデル・エネル                                                   | ノミネート | [ 80 ] [ 81 ]               |
| セザール賞                             | 2020年2月28日  | 主演女優賞                             | ノエミ・メルラン                                                 | ノミネート | [ 80 ] [ 81 ]               |
| セザール賞                             | 2020年2月28日  | 有望女優賞                             | ルアナ・バイラミ                                                 | ノミネート | [ 80 ] [ 81 ]               |
| セザール賞                             | 2020年2月28日  | 脚本賞                                 | セリーヌ・シアマ                                                 | ノミネート | [ 80 ] [ 81 ]               |
| セザール賞                             | 2020年2月28日  | 撮影賞                                 | クレール・マトン                                                 | 受賞       | [ 80 ] [ 81 ]               |
| セザール賞                             | 2020年2月28日  | 音響賞                                 | ジュリアン・シカート、ヴァレリー・ド・ローフ、ダニエル・ソブリノ | ノミネート | [ 80 ] [ 81 ]               |
| セザール賞                             | 2020年2月28日  | 衣装デザイン賞                         | ドロシー・ギロー                                                 | ノミネート | [ 80 ] [ 81 ]               |
| セザール賞                             | 2020年2月28日  | 美術賞                                 | トマ・グレゾー                                                   | ノミネート | [ 80 ] [ 81 ]               |
| GLAADメディア賞                        | 2020年3月19日  | GLAADメディア賞 作品賞 (限定公開)      | 『燃ゆる女の肖像』                                               | ノミネート | [ 82 ]                      |
| ナストロ・ダルジェント賞               | 2020年7月6日   | 助演女優賞                             | ヴァレリア・ゴリノ                                               | 受賞       | [ 83 ] [ 84 ]               |